# Meridià 141 a l'est

A Austràlia el meridià defineix part de la frontera de Austràlia Meridional amb Queensland, tota la frontera amb Nova Gal·les del Sud, i aproxima la seva frontera amb Victòria.

El meridià 141 a l'est de Greenwich és una línia de longitud que s'estén des del pol Nord travessant l'oceà Àrtic, Àsia, l'oceà Pacífic, l'oceà Índic, l'oceà Antàrtic i l'Antàrtida fins al pol Sud.
El meridià 141 a l'est forma un cercle màxim amb el meridià 39 a l'oest.

## Com a frontera
A l'illa de Nova Guinea, el meridià defineix part de la frontera terrestre entre Indonèsia a l'oest i Papua Nova Guinea a l'est. El riu Fly forma la frontera on flueix cap a l'oest del meridià 141. Al sud del Fly, la frontera corre lleugerament cap a l'est i paral·lela al meridià (vegeu relacions entre Indonèsia i Papua Nova Guinea.
A Austràlia forma el límit oriental de l'estat d'Austràlia Meridional, limítrof amb Queensland i Nova Gal·les del Sud. La frontera entre Austràlia Meridional i Victòria va ser proclamada originalment per estar exactament al meridià 141, però els errors de mesura van provocar que la frontera actual estigui a uns 3,6 km a l'oest d'aquesta línia a 140° 57'45 "(vegeu disputa fronterera entre Austràlia Meridional i Victòria).

## De Pol a Pol
Començant en el pol Nord i dirigint-se cap al pol Sud, aquest meridià travessa:
| Coordenades                               | País, territori o mar                  | Notes |
| ----------------------------------------- | -------------------------------------- | --- |
| 90° 0′ N, 141° 0′ E / 90.000°N,141.000°E  | Oceà Àrtic                             | |
| 76° 1′ N, 141° 0′ E / 76.017°N,141.000°E  | Rússia                                 | Sakhà — Kotelni, illes de Nova Sibèria |
| 74° 54′ N, 141° 0′ E / 74.900°N,141.000°E | Mar de la Sibèria Oriental             | Estret de Sannikov |
| 74° 15′ N, 141° 0′ E / 74.250°N,141.000°E | Rússia                                 | Sakhà — Petita Lyakhovski, illes de Nova Sibèria |
| 73° 59′ N, 141° 0′ E / 73.983°N,141.000°E | Mar de la Sibèria Oriental             | Estret de Sannikov |
| 73° 47′ N, 141° 0′ E / 73.783°N,141.000°E | Rússia                                 | Sakhà — Gran Lyakhovski, illes de Nova Sibèria |
| 73° 23′ N, 141° 0′ E / 73.383°N,141.000°E | Mar de la Sibèria Oriental             | Estret de Làptev |
| 72° 52′ N, 141° 0′ E / 72.867°N,141.000°E | Rússia                                 | Sakhà Krai de Khabàrovsk — des de 62° 29′ N, 141° 0′ E / 62.483°N,141.000°E |
| 72° 42′ N, 141° 0′ E / 72.700°N,141.000°E | Mar de Làptev                          | |
| 72° 33′ N, 141° 0′ E / 72.550°N,141.000°E | Rússia                                 | Krai de Khabàrovsk |
| 58° 25′ N, 141° 0′ E / 58.417°N,141.000°E | Mar d'Okhotsk                          | |
| 53° 24′ N, 141° 0′ E / 53.400°N,141.000°E | Rússia                                 | Krai de Khabàrovsk |
| 51° 40′ N, 141° 0′ E / 51.667°N,141.000°E | Estret de Tatària                      | Passa just a l'oest de Moneron, óblast de Sakhalín, Rússia (at 46° 13′ N, 141° 11′ E / 46.217°N,141.183°E) |
| 45° 26′ N, 141° 0′ E / 45.433°N,141.000°E | Japó                                   | Hokkaido — illa Rebun |
| 45° 21′ N, 141° 0′ E / 45.350°N,141.000°E | Mar del Japó                           | |
| 43° 14′ N, 141° 0′ E / 43.233°N,141.000°E | Japó                                   | Hokkaido — illa de Hokkaido |
| 42° 18′ N, 141° 0′ E / 42.300°N,141.000°E | Oceà Pacífic                           | Badia d'Uchiura |
| 41° 54′ N, 141° 0′ E / 41.900°N,141.000°E | Japó                                   | Hokkaido — Península d'Oshima, illa de Hokkaido |
| 41° 43′ N, 141° 0′ E / 41.717°N,141.000°E | Estret de Tsugaru                      | |
| 41° 29′ N, 141° 0′ E / 41.483°N,141.000°E | Japó                                   | prefectura d'Aomori — Península de Shimokita, illa de Honshū |
| 41° 11′ N, 141° 0′ E / 41.183°N,141.000°E | Badia de Mutsu                         | |
| 40° 56′ N, 141° 0′ E / 40.933°N,141.000°E | Japó                                   | illa de Honshū — prefectura d'Aomori — prefectura d'Iwate — from 40° 13′ N, 141° 0′ E / 40.217°N,141.000°E — prefectura de Miyagi — from 38° 52′ N, 141° 0′ E / 38.867°N,141.000°E |
| 38° 14′ N, 141° 0′ E / 38.233°N,141.000°E | Oceà Pacífic                           | Badia de Sendai |
| 37° 46′ N, 141° 0′ E / 37.767°N,141.000°E | Japó                                   | Prefectura de Fukushima, illa de Honshū |
| 37° 6′ N, 141° 0′ E / 37.100°N,141.000°E  | Oceà Pacífic                           | Passa just a l'oest de l'illa de Nishinoshima, Prefectura de Tòquio, Japó (a 27° 15′ N, 140° 54′ E / 27.250°N,140.900°E) |
| 2° 36′ S, 141° 0′ E / 2.600°S,141.000°E   | Frontera Indonèsia / Papua Nova Guinea | |
| 6° 19′ S, 141° 0′ E / 6.317°S,141.000°E   | Papua Nova Guinea                      | La frontera es desviarà cap a l'oest per seguir el riu Fly |
| 6° 53′ S, 141° 0′ E / 6.883°S,141.000°E   | Indonèsia                              | La frontera amb Papua Nova Guinea corre paral·lela al meridià, a uns 2 km a l'est |
| 9° 7′ S, 141° 0′ E / 9.117°S,141.000°E    | Mar d'Arafura                          | |
| 11° 2′ S, 141° 0′ E / 11.033°S,141.000°E  | Golf de Carpentària                    | |
| 16° 57′ S, 141° 0′ E / 16.950°S,141.000°E | Austràlia                              | Queensland Frontera Austràlia Meridional / Queensland — des de 26° 0′ S, 141° 0′ E / 26.000°S,141.000°E Frontera Austràlia Meridional / Nova Gal·les del Sud — des de 29° 0′ S, 141° 0′ E / 29.000°S,141.000°E Victòria — des de 34° 1′ S, 141° 0′ E / 34.017°S,141.000°E, la frontera amb Austràlia Meridional corre paral·lela al meridià, uns 3 km a l'oest |
| 38° 4′ S, 141° 0′ E / 38.067°S,141.000°E  | Oceà Índic                             | Les autoritats australianes consideren que aquest és part de l'oceà Antàrtic[1][2] |
| 60° 0′ S, 141° 0′ E / 60.000°S,141.000°E  | Oceà Antàrtic                          | |
| 66° 46′ S, 141° 0′ E / 66.767°S,141.000°E | Antàrtida                              | Terra Adèlia, reclamat per França |